# گوایر
گوایر (به انگلیسی: GoAir) یک شرکت هواپیمایی با کد یاتا G8 است که در تاریخ ۲۰۰۵ میلادی تأسیس شده و در تاریخ ۱ نوامبر ۲۰۰۵ فعالیتش را آغاز کرده‌است.